# Sphaeroparia beshkovi
Sphaeroparia beshkovi är en mångfotingart som beskrevs av Jean-Paul Mauriès och Armin Heymer 1996. Sphaeroparia beshkovi ingår i släktet Sphaeroparia och familjen Fuhrmannodesmidae. Inga underarter finns listade i Catalogue of Life.